# Cantó de Saint-Julien
El cantó de Saint-Julien és un cantó francès del departament del Jura, situat al districte de Lons-le-Saunier. Té 16 municipis i el cap és Saint-Julien.

## Municipis
- Andelot-Morval
- La Balme-d'Épy
- Bourcia
- Broissia
- Dessia
- Florentia
- Gigny
- Lains
- Louvenne
- Monnetay
- Montagna-le-Templier
- Montfleur
- Montrevel
- Saint-Julien
- Villechantria
- Villeneuve-lès-Charnod

## Història
| Data d'elecció                           | Identitat        | Partit             | Qualitat |
| ---------------------------------------- | ---------------- | ------------------ | -------- |
| 1945-1958                                | M. Rosposte      | RGR                |          |
| 1958-1964                                | Georges Callebat | Divers droite      |          |
| 1964-1970                                | M. Dagod         | radical            |          |
| 1970-1982                                | M. Brun          | RI, després UDF-PR |          |
| 1982-1988                                | Floz Lazzarotto  | app. UDF           |          |
| 1988-2008                                | Fernand Janet    | Divers droite      |          |
| 2008-                                    | Hélène Pélissard | UMP                |          |
| les dades anteriors no són pas conegudes |                  |                    |          |
|                                          |                  |                    |          |